# Saint-Jean-de-Trézy
Saint-Jean-de-Trézy är en kommun i departementet Saône-et-Loire i regionen Bourgogne-Franche-Comté i östra Frankrike. Kommunen ligger i kantonen Couches som tillhör arrondissementet Autun. År 2022 hade Saint-Jean-de-Trézy 377 invånare.

## Befolkningsutveckling
Antalet invånare i kommunen Saint-Jean-de-Trézy
| Referens: INSEE |